# José Salomão Schwartzman
José Salomão Schwartzman (São Paulo, 1937) é um médico, pesquisador e escritor brasileiro. Graduou-se em Medicina em 1962 e fez o doutorado em 1987 em neurologia pela Universidade Federal de São Paulo (Unifesp).
Conhecido como uma das principais figuras no campo da pesquisa do autismo e Síndrome de Rett no Brasil, José Salomão Schwartzman iniciou sua trajetória na década de 1960 no campo da neurologia, até começar a atuar no autismo nos primeiros congressos e eventos do tema no país, na década de 1980. Ao longo de sua trajetória, foi professor da Universidade Presbiteriana Mackenzie e escritor de livros sobre transtornos do neurodesenvolvimento.

## Obras
- Transtorno de Déficit de Atenção (2001)
- Autismo Infantil (2003)
- Síndrome de Down (2003)
- Transtornos do Espectro do Autismo (2011)
- Enquanto Isso... No Mundo do Autismo (2016)
- Cem Dúvidas Sobre o Autismo (2018)